# Alessandra Siragusa

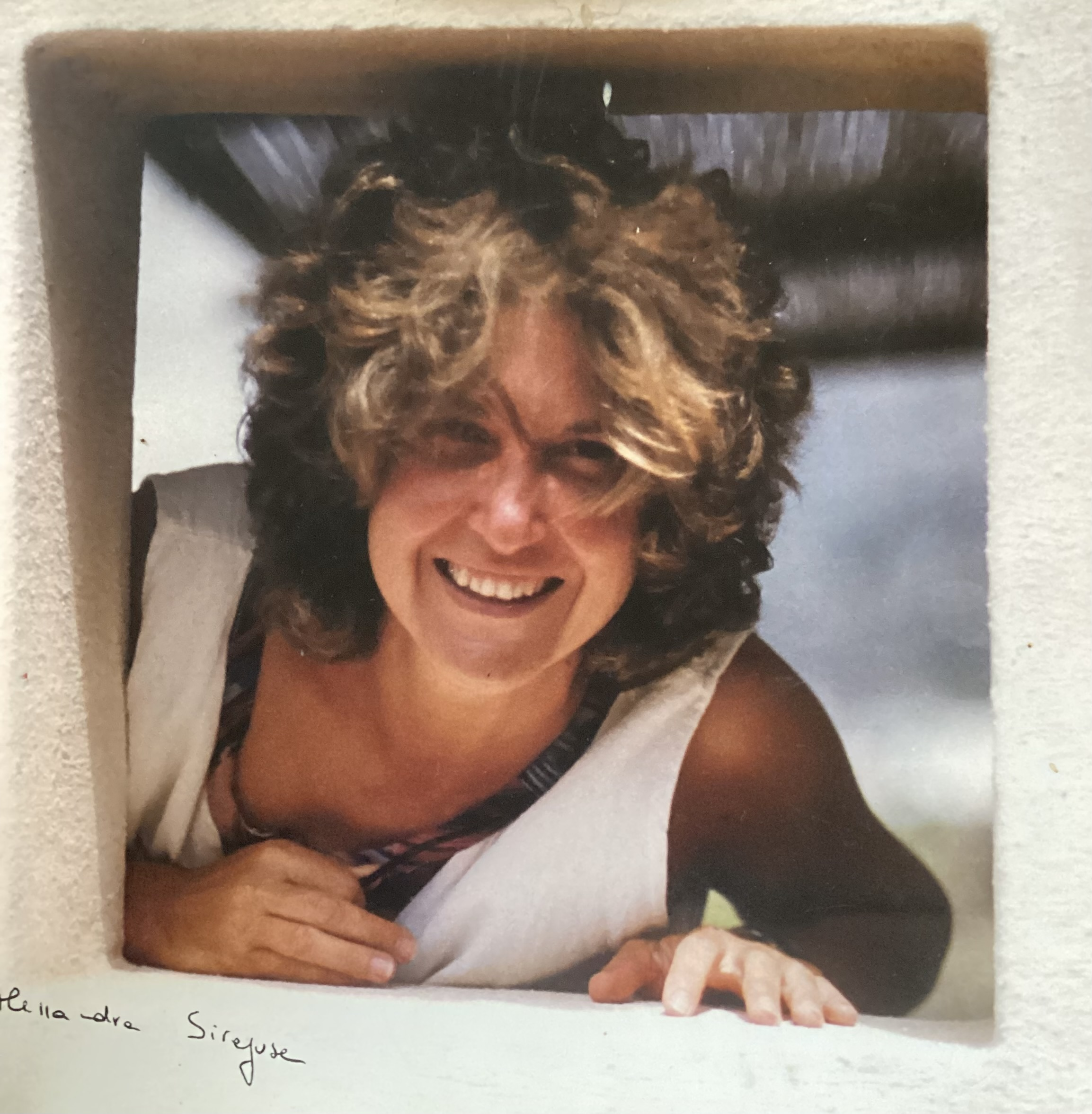

Alessandra Siragusa (Palermo, 30 giugno 1963 – Palermo, 28 dicembre 2013) è stata una politica italiana.

## Biografia
Laureata in lettere classiche, iniziò a fare politica nei primi anni ottanta nell'associazionismo giovanile, nel gruppo "Politica Giovani" legato a Piersanti Mattarella. Dal 1985 al 1990 fu consigliere circoscrizionale e dal 1990 consigliere comunale di Palermo per la Democrazia Cristiana; nel 1993 aderisce a La Rete e nel dicembre viene scelta dal sindaco Leoluca Orlando come assessore alla pubblica istruzione, carica che mantiene in tutte le giunte di Orlando, fino al dicembre del 2000.
Nel frattempo insegna lettere in un liceo scientifico di Palermo. Alle elezioni italiane del 1996 è candidata dall'Ulivo nel collegio di Palermo Libertà, ma viene sconfitta dal candidato del Polo per le Libertà Guido Lo Porto per 56,1% a 43,9%. Nel frattempo si avvicina ai Democratici di Sinistra, all'interno dei quali si lega alla corrente che fa capo a Giovanna Melandri e Walter Veltroni; nel 2001 diviene la responsabile regionale dell'associazione Emily.
Alle elezioni europee del 2004 si candida nella Circoscrizione Italia insulare nella lista Uniti nell'Ulivo: consegue un buon successo personale (con 61 817 voti è la donna più votata nella sua circoscrizione), tuttavia non risulta eletta. Nelle elezioni regionali siciliane del 2006 si candida deputato regionale con la lista "Rita - Il mio impegno per la Sicilia": anche stavolta ottiene un ottimo risultato (7 025 preferenze) ma la lista della Borsellino ottiene il 4,84%, non superando il quorum del 5% e la Siragusa non può approdare all'ARS.
Nel 2007 è la candidata dei DS alle primarie per scegliere il candidato sindaco di Palermo dell'Unione: Orlando, sostenuto da Italia dei Valori e Margherita, vince nettamente con il 72,7%, mentre la Siragusa si piazza al secondo posto con il 19,7% davanti all'europarlamentare di Rifondazione Comunista Giusto Catania, fermo al 7,6%. Alle elezioni del 2008 è candidata nella Circoscrizione Sicilia 1 con il PD e viene eletta deputato. Nel dicembre 2012 si è candidata alle primarie per la scelta dei candidati parlamentari del PD in vista delle elezioni del 2013, risultando la quinta classificata in provincia di Palermo dietro a Magda Culotta, Davide Faraone, Teresa Piccione e Francesco Ribaudo: è quindi candidata al Senato nella Circoscrizione Sicilia, ma non viene eletta. Dopo una grave leucemia, è morta all'età di 50 anni a Palermo il 28 dicembre 2013.